# Pavilhão Carlos Lopes

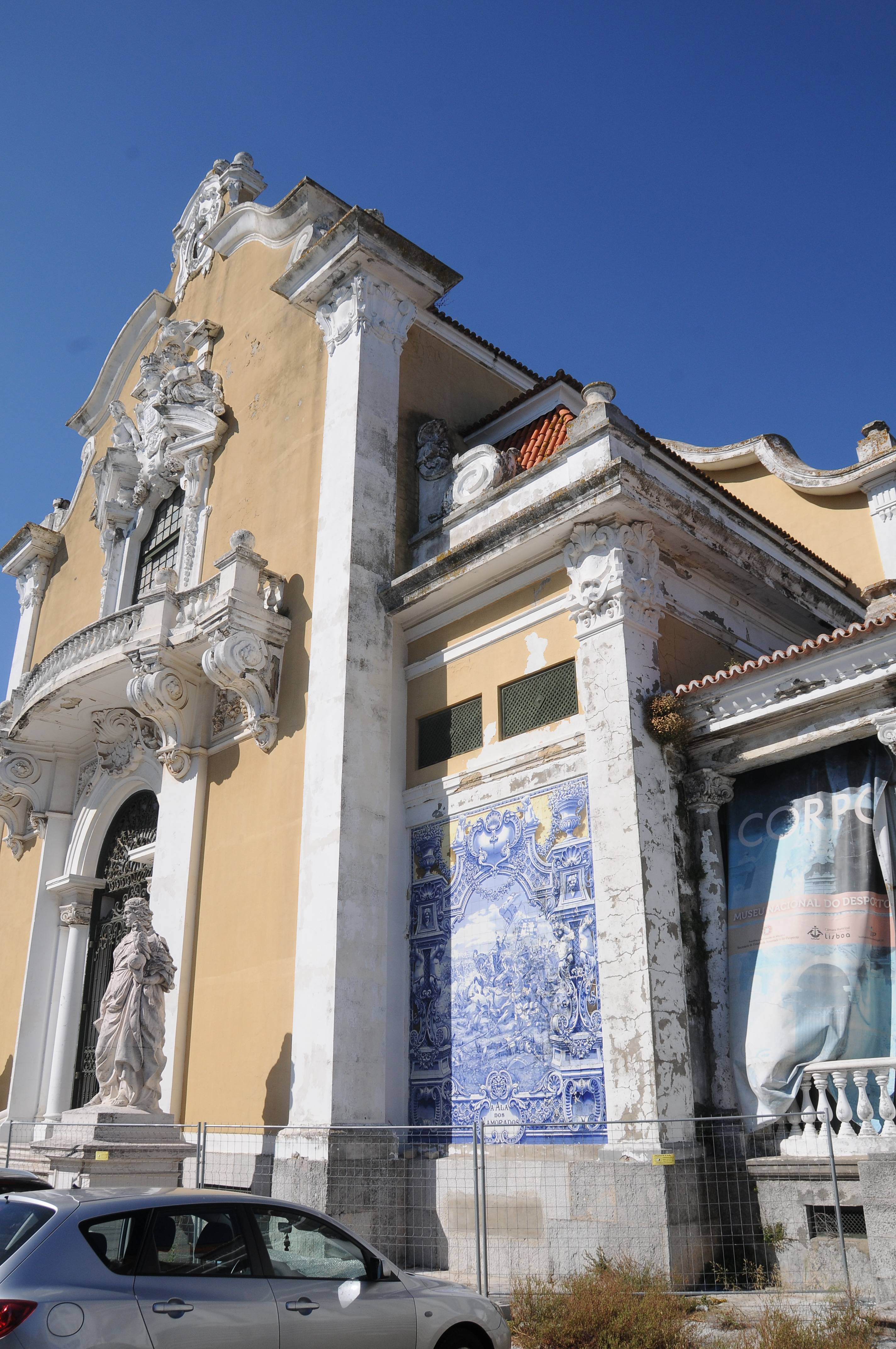

O Pavilhão Carlos Lopes fica situado no Parque Eduardo VII freguesia de Avenidas Novas, em Lisboa.

## História
O edifício, idealizado pelos arquitectos Guilherme e Carlos Rebello de Andrade e Alfredo Assunção Santos, foi primeiramente construído no Brasil em 1922 para servir como pavilhão de Portugal na Grande Exposição Internacional do Rio de Janeiro.
Mais tarde seria reconstruído em Lisboa, e chamado Palácio das Exposições. A sua abertura deu-se em 3 de Outubro de 1932 com a Grande Exposição Industrial Portuguesa.
Foi adaptado para receber eventos desportivos em 1946, tendo-se lá disputado o Campeonato do Mundo de Hóquei em Patins em 1947.
Em 1984, muda o nome de Pavilhão dos Desportos para o atual, em homenagem ao atleta português Carlos Lopes.
Foi encerrado em 2003 por alegada falta de condições. Reabriu em 18 de fevereiro de 2017, depois de profundas obras de remodelação.
A partir de 18 de fevereiro de 2017, o pavilhão acolhe uma exposição temporária sobre o turismo em Lisboa nos últimos 20 anos e, no torreão norte, uma exposição permanente sobre Carlos Lopes com mais de 300 peças, entre troféus e equipamentos.

## Características
A fachada principal apresenta painéis de azulejos, em azul e branco, produzidos pela Fábrica de Sacavém, em 1922, representando cenas da História de Portugal com temas dedicados a Sagres, à Batalha de Ourique, à Ala dos Namorados na Batalha de Aljubarrota e ao Cruzeiro do Sul. 
As esculturas 'Arte' e 'Ciência', localizadas na parte da frente do edifício, são peças executadas pelo escultor Raúl Xavier. 

## Projetos de reabilitação
Após ter sido encerrado em 2003, até reabrir em 2017 surgiram vários projetos de reabilitação.

### Em 2008 - Museu Nacional do Desporto
Em 2008 foi decidido transformar o edifício no Museu Nacional do Desporto.
O museu deveria ter auditórios, cafetaria, restaurante, loja, desportódromo, exposições e cinco núcleos temáticos: corpo, actividade física, desporto, mudança e património.
Estava previsto que as obras de adaptação seriam adjudicadas em 2009 sendo suportada pelo Instituto do Desporto e receitas do Casino de Lisboa. Deveria abrir em 2011.
O município chegou a receber três milhões de euros do Casino de Lisboa — como contrapartida para a licença do jogo — para aplicar na recuperação.

### Em 2012
Em 2012, a câmara de Lisboa lançou um concurso internacional para recuperar e gerir o pavilhão, pretendendo travar o estado de ruína em que se encontrava o edifício, de modo a que pudesse voltar a receber qualquer tipo de eventos.
O concurso pretendia concessionar o Pavilhão a privados, por um prazo máximo de 35 anos e com uma renda fixa pelo espaço e outra em função dos resultados de exploração, depois da sua reabilitação (estimada em cerca de sete milhões de euros) e com a construção obrigatória de um parque de estacionamento subterrâneo. O concurso visava a concessão de exploração do Pavilhão Carlos Lopes associada a um projecto de pavilhão multiusos que, simultaneamente, garantisse a manutenção da valência desportiva do espaço e permitisse o desenvolvimento de outras actividades, como conferências ou colóquios, criando um novo polo de dinamização da zona. Além da contrapartida das rendas e da reabilitação, o concessionário ficaria obrigado a disponibilizar o pavilhão à Câmara de Lisboa por dez dias por ano.
Em Março de 2013, foi anunciado que a Fundação de Solidariedade Social Aragão Pinto tinha ganho o concurso e iria reabilitar e explorar o Pavilhão Carlos Lopes, escolha essa aprovada pelo executivo municipal, apenas com a abstenção do PSD.
Em Julho de 2013 a Câmara de Lisboa considerou que a proposta daquela entidade, que foi a única concorrente ao concurso público internacional lançado em 2012, seria excluída, por "flagrante contradição" com as normas do concurso.

### Em 2015
Em junho de 2015, a Câmara de Lisboa propôs a constituição, por 3,5 milhões de euros, de um direito de superfície sobre o Pavilhão Carlos Lopes a favor da Associação de Turismo de Lisboa, que o requalificou, com vista à realização de eventos culturais e desportivos. 
O direito de superfície constituído destina-se exclusivamente à realização de obras de reabilitação do pavilhão e da respetiva área envolvente, para possibilitar a realização de eventos, nomeadamente de caráter cultural, artístico e desportivos levados a cabo pela Associação de Turismo de Lisboa.
Em setembro de 2015, a Assembleia Municipal de Lisboa aprovou a constituição de um direito de superfície sobre a área de 12,9 mil metros quadrados — que diz respeito ao Pavilhão Carlos Lopes — pelo prazo de 50 anos e por cerca de 3,5 milhões de euros, a favor da Associação de Turismo de Lisboa.
As obras custaram oito milhões de euros.
A Associação de Turismo de Lisboa reinaugurou o espaço, destinado a eventos culturais e desportivos, no 70.º aniversário do campeão olímpico, Carlos Lopes, em 18 fevereiro de 2017.

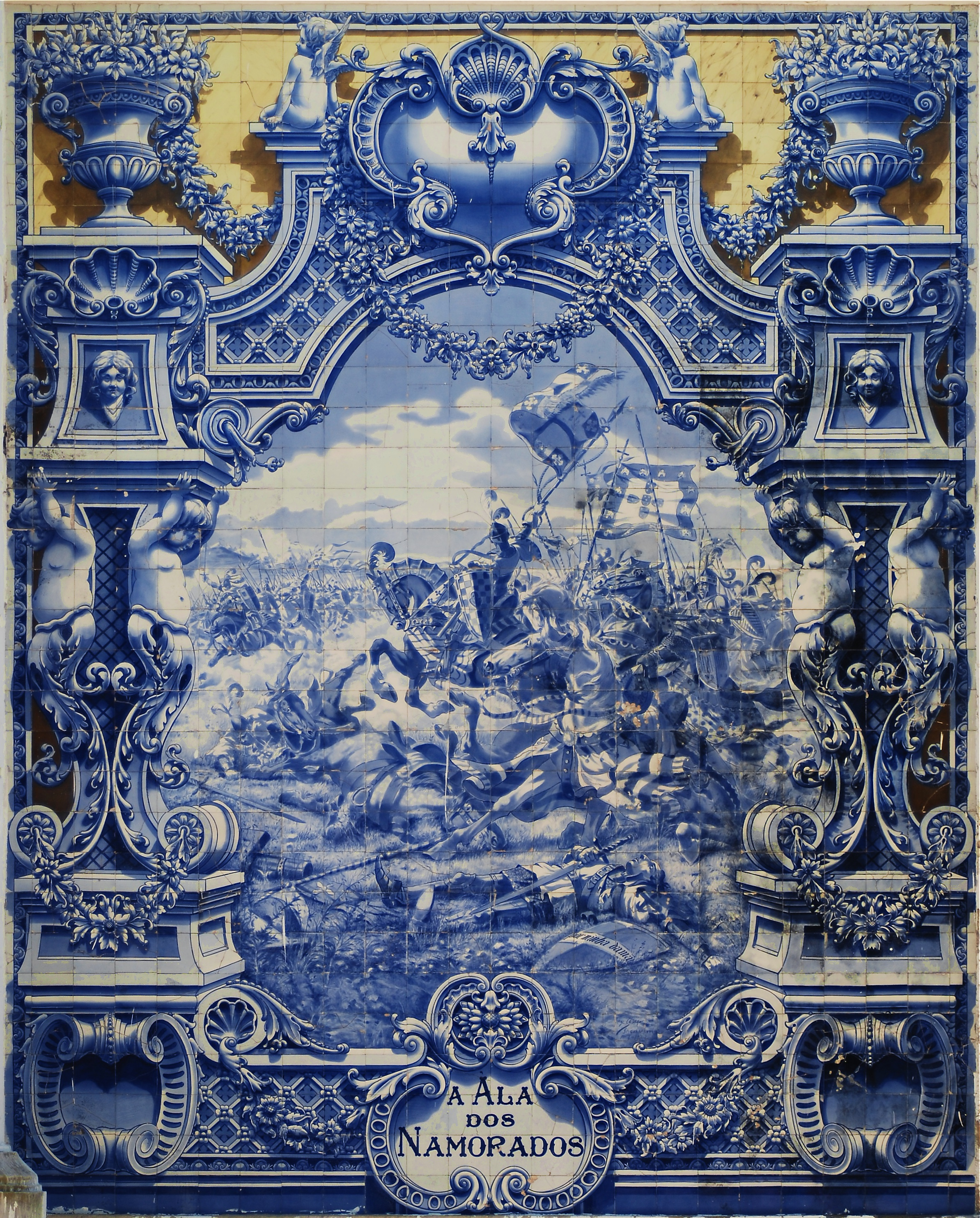
Azulejos no Pavilhão Carlos Lopes
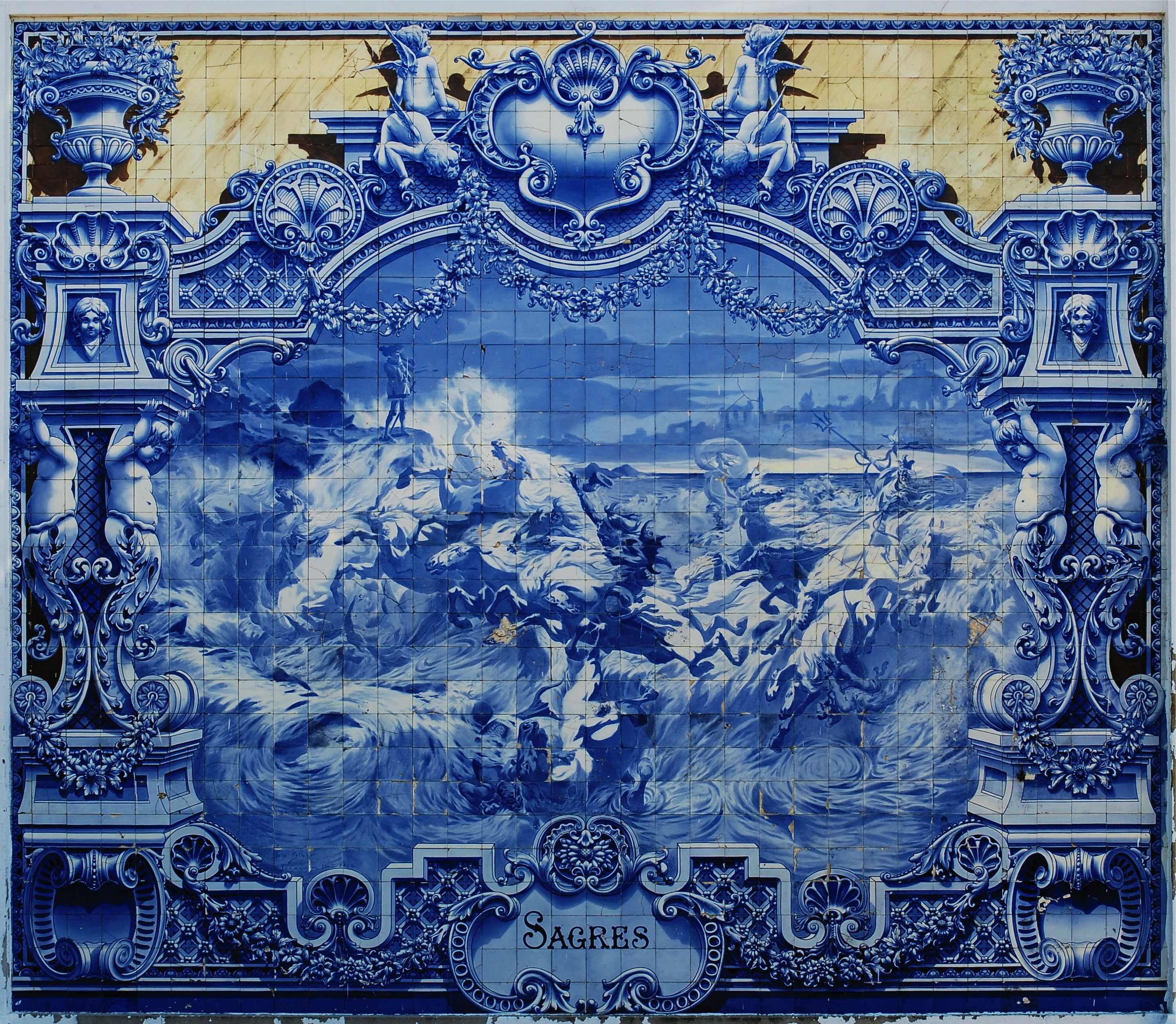
Azulejos no Pavilhão Carlos Lopes